# Patrick Wilson (musicista)
Patrick George Wilson, detto Pat (Buffalo, 1º febbraio 1969), è un batterista statunitense noto per essere un membro della band alternative rock - pop punk/emo Weezer, e frontman dei Special Goodness.

## Discografia

### Con i Weezer
- 1994 – Weezer
- 1996 – Pinkerton
- 2001 – Weezer
- 2002 – Maladroit
- 2005 – Make Believe
- 2008 – Weezer
- 2009 – Raditude
- 2010 – Hurley
- 2010 – Death to False Metal
- 2014 – Everything Will Be Alright in the End
- 2016 – Weezer
- 2017 – Pacific Daydream
- 2019 – Weezer
- 2019 – Weezer
- 2020 – Van Weezer

### Con i Special Goodness
- 1998 - Special Goodness
- 2001 - At Some Point, Birds and Flowers Became Interesting (aka "Pinecone")
- 2003 - Land Air Sea

### Con i Rentals
- 1995 - Return of the Rentals